# Marie-France Marchand-Baylet
Marie-France Marchand-Baylet, née le 4 décembre 1953 à Nonancourt (Eure), est une femme d'affaires française, présidente du groupe de presse La Dépêche.

## Biographie
Elle évolue initialement dans le secteur d'activité de l'immobilier et du tourisme. Dirigeant cinq entreprises, son mandat principal est celui d'administratrice de la Compagnie Méridionale de Voyages et de Tourisme dont son ex-mari Jean-Michel Baylet, qu'elle épouse en 1985, est président.
Auparavant présidente du comité financier du groupe La Dépêche et directrice du pôle magazines, elle préside également la fondation du groupe, qu'elle a fondée pour aider les étudiants de Midi-Pyrénées, puis d'Occitanie après le rachat des Journaux du Midi par La Dépêche en 2015.  
Elle est nommée présidente du groupe de presse La Dépêche, « empire tentaculaire », en février 2016, remplaçant son ancien mari Lors de son entrée au gouvernement.  
Elle est par ailleurs directrice générale de la société Occitane de communication, holding de la famille Baylet.
Elle est aussi à la tête de Flag-France, association reconnue d’intérêt général, qui œuvre pour le rayonnement de la France et l’accueil des cultures du monde . À ce titre, elle dispose d'un bureau au ministère des Affaires étrangères lorsque son compagnon Laurent Fabius est ministre des Affaires étrangères.

## Vie privée
En 1985, elle épouse Jean-Michel Baylet.
Depuis le début des années 2000, elle est la compagne de Laurent Fabius.